# رقیطه
رقیطه (به عربی: الرقیطة) یک روستا در سوریه است که در حماه واقع شده‌است.